# Ayuntamiento de Manila
El Ayuntamiento de Manila es un edificio ubicado en la esquina de la Avenida Andrés Soriano (antigua Calle Aduana ) y la Calle Cabildo, frente a la Plaza de Roma en Intramuros, Manila, Filipinas . También conocido como las Casas Consistoriales y apodado el "palacio de mármol", era la sede del Cabildo de Manila, que constaba de dos alcaldes, ocho oidores, un secretario y un jefe de policía. Destruido en la Segunda Guerra Mundial y reconstruido posteriormente, es actualmente sede de la Oficina del Tesoro.

## Historia
La construcción del edificio comenzó en 1599, inaugurándose en 1607. Después de que un terremoto lo dañara severamente, se ordenó su demolición. Fue reconstruido en 1738 en estilo barroco, con balcones ornamentados de hierro forjado, arcadas cubiertas y una torre de reloj central. Esta forma sobrevivió hasta bien entrado el siglo XIX, cuando fue destruida nuevamente durante el terremoto de Manila de 1863 .
Entre 1879 y 1884 se construyó un nuevo edificio por Eduardo López Navarro, ingeniero militar, y según los diseños del arquitecto Felipe Roxas.
Durante la transición del dominio español al estadounidense después de la guerra hispanoamericana, el General Wesley Merritt y el Gobernador General Fermín Jáudenes firmaron los términos de la capitulación de Manila en el Ayuntamiento.
Hasta 1903, el Ayuntamiento se utilizó como oficina del gobernador militar estadounidense . Posteriormente, el edificio fue utilizado por la Primera Asamblea de Filipinas, luego por la Legislatura de Filipinas hasta 1924, cuando se trasladó al Edificio Legislativo a lo largo de la calle Padre Burgos en Ermita . También fue utilizado posteriormente por la Oficina de Justicia y la Corte Suprema .
El Ayuntamiento fue destruido en 1945 durante la Batalla de Manila: solo quedaron las paredes exteriores del primer piso y el lote se reutilizó como estacionamiento.
En 1966, el sitio del Antiguo Ayuntamiento que se planeó reconstruir con el mismo diseño, fue declarado como el Edificio Memorial Osmeña en honor al difunto presidente Sergio Osmeña, el cuarto presidente de la República, mediante Ley de la República N.º 4840, disponiéndose también que el edificio tuviese espacios para una sección de archivos, salas de exhibición, salas de conferencias y seminarios, una biblioteca y todos los demás asuntos y actividades que involucren la recopilación y el estudio de materiales históricos relacionados con la vida y obra de Osmeña.

## Restauración y uso actual

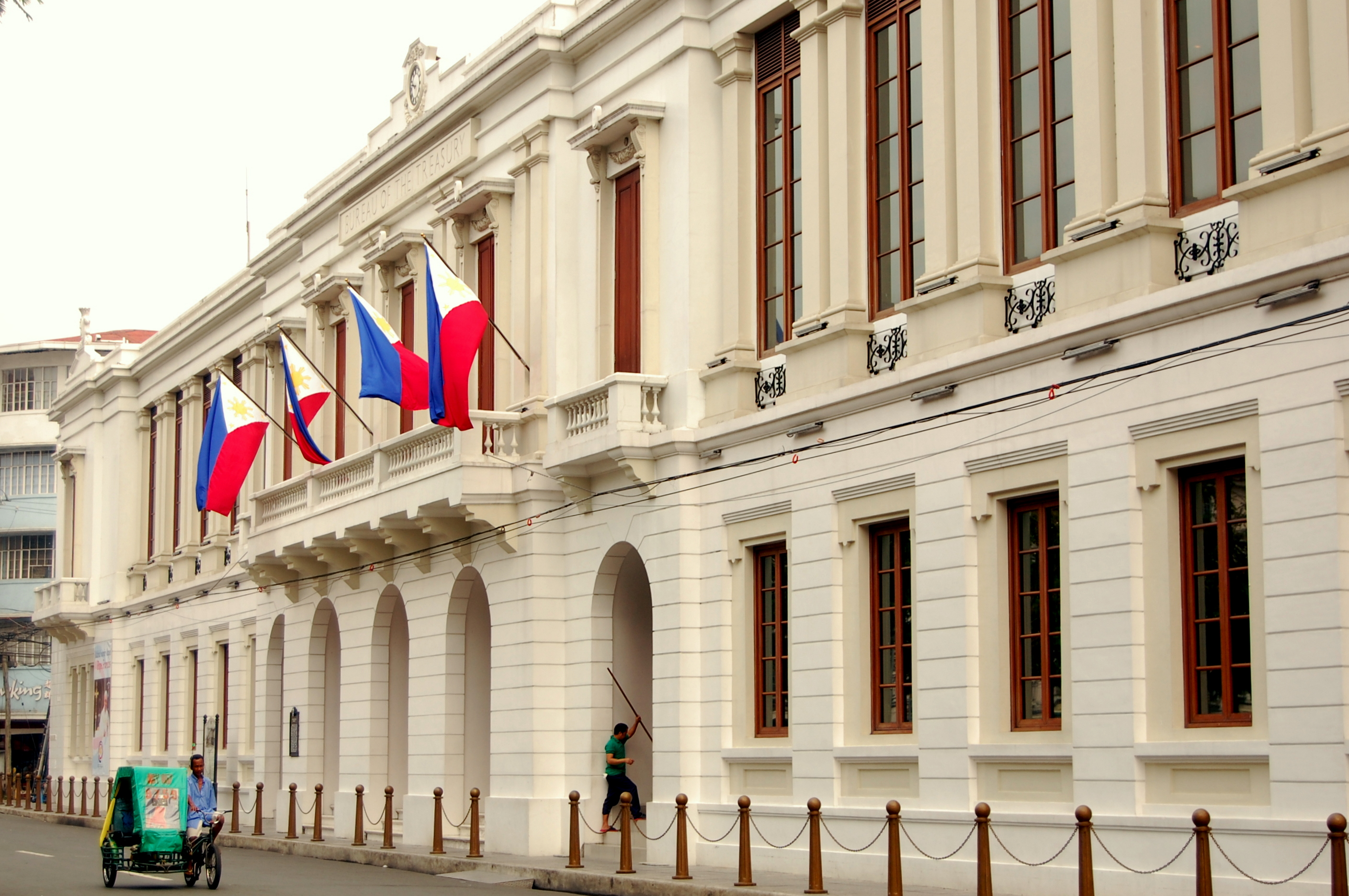
Fachada del Ayuntamiento de Manila.

La reconstrucción del Ayuntamiento comenzó en 2009, tras lo cual el edificio pasó a albergar la Oficina del Tesoro, que anteriormente tenía su sede frente a la Plaza de Roma en el Palacio del Gobernador.
Las tareas, que insumieron unos 1200 millones de pesos, fueron dirigidas por el contratista local DDT Konstract, Inc., que buscó ser lo más auténtico posible en la reconstrucción de los interiores. Aunque originalmente se suponía que el trabajo se completaría el 8 de noviembre de 2011, el mismo se retrasó pues la Oficina realizó varias modificaciones al diseño del edificio. completándose finalmente en 2013.
En 2015, la Oficina del Tesoro acordó abrir el Ayuntamiento al público como atracción turística.